# Церква Вознесіння Господнього (Кругле)
Церква Вознесіння Господнього (рос. Церковь Вознесения Господня) — православний храм в селі Кругле Азовського району Ростовської області; Ростовська і Новочеркаська єпархія, Азовське благочиння.

## Історія
Перша церква, дерев'яна, була побудована в селі в 1851 році і в 1855 році згоріла дощенту. Після цього в 1859 році був побудований дерев'яний молитовний будинок. У 1905 році в Круглому було побудовано нове, цегляна будівля Вознесенської церкви з дзвіницею. Будівля храму і дзвіниці були покриті залізом, пофарбованим олійною фарбою.
Церква була трьохпрестольною, її межі були освячені на честь Різдва Пресвятої Богородиці та в честь Архістратига Михаїла. У цьому ж році при храмі було організовано церковно-приходське попечительство. Будівля храму мало одну велику і чотири малих голови, а також ще два главку над бічними виходами. Дзвіниця була триярусною.
Як і більшість храмів Ростовській єпархії, Вознесенський храм був закритий і повністю зруйнований в 1930-ті роки. Під час Великої Вітчизняної війни богослужіння відновилися вже в молитовному будинку, також освяченому на честь Вознесіння Господнього. З моменту свого відкриття другого прихід більше не закривався. Служби постійно відбувалися у старому молитовному будинку аж до кінця XX століття. У 1999 році Свято-Вознесенському приходу місцевою адміністрацією було передано нову дерев'яну будівлю, у якому богослужіння здійснюються по теперішній час.
У 2008 році був проведений поточний ремонт храму. У 2009 році виконана внутрішня побілка і зовнішня фарбування будівлі храму, відремонтовано приміщення недільної школи.
Настоятелем довгий час був ієрей Микола Васильович Краснослободцев. У 2016 році новим настоятелем став ієромонах Рафаїл (Митрофанов).